# Camino peligroso
Camino peligroso (título original: Reckless) es una película canadiense-estadounidense de acción y drama de 1983, dirigida por Djordje Milicevic, que a su vez la escribió, musicalizada por Jill Fraser, en la fotografía estuvo Paul Ryan y los protagonistas son Meg Foster, Doug Greenall y Robin Mossley, entre otros. El filme fue realizado por Canadian Film Development Corporation (CFDC), Canamerica Film y Filmline International.

## Sinopsis
Este largometraje trata acerca de un conductor de motocicleta temerario que se enamora de una artista más grande que él.